# Рекале
Река̀ле (на италиански: Recale) е градче и община в Южна Италия, провинция Казерта, регион Кампания. Разположено е на 43 m надморска височина. Населението на общината е 7557 души (към 2010 г.).